# Бреус Семен
Семе́н Бре́ус (?—?) — український державний діяч 17 століття. Козак Черкаського полку. Учасник Хмельниччини. Військовий суддя (1648—1649) за гетьманування Богдана Хмельницького.